# Alim (Fundong)
Pour les articles homonymes, voir Alim.
Alim est un village du Cameroun situé dans l'arrondissement (commune) de Fundong, le département du Boyo et la Région du Nord-Ouest.

## Population
Lors du recensement national de 2005, Alim comptait 1 219 habitants.
Une étude locale de 2012 évalue la population d'Alim à 2 000 personnes.

## Économie
Dans un arrondissement où le commerce constitue l'une des principales activités, Alim accueille un important marché.
En 2012, c'était l'une des rares localités de Fundong ayant accès à l'électricité, en revanche elle n'avait pas l'eau potable.
L'essentiel du réseau routier est constitué de pistes, cependant une route goudronnée relie Bojui, Alim et Fundong.